# 石見銀山号

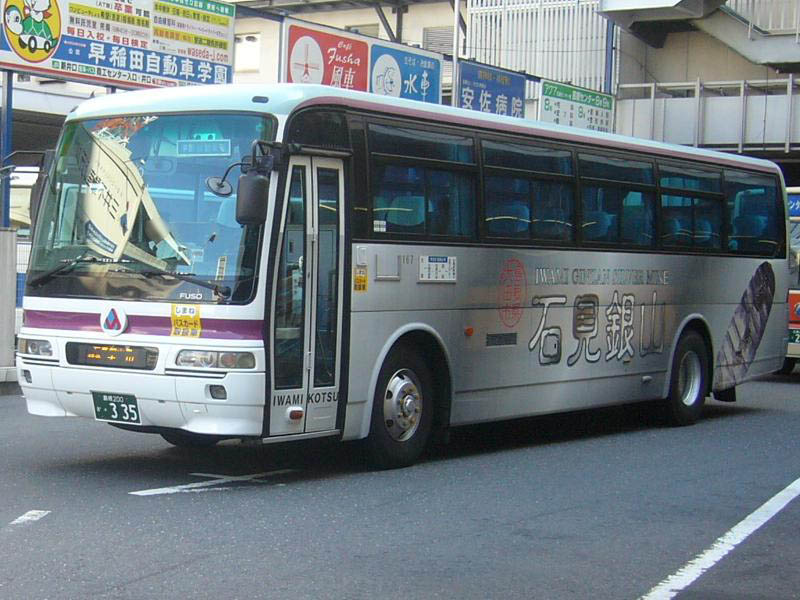
石見銀山号（石見交通）

石見銀山号（いわみぎんざんごう）は、広島県広島市・山県郡北広島町と島根県邑智郡邑南町・川本町・大田市を結ぶ高速バスである。

## 概要
広島県広島市と島根県大田市を結ぶ高速バスで2007年（平成19年）4月16日に運行を開始した。系統キロ120.0 km、所要時分3時間4分である。昼行便が1日2往復運行されており、全席自由席である。
世界遺産の石見銀山の地域を通る路線であり、石見銀山号は世界遺産センター、大森、大森代官所跡の各停留所を経由する。このうち世界遺産センター停留所が石見銀山世界遺産センター、大森停留所が銀山公園など、大森代官所跡停留所が石見銀山資料館や井戸神社などの最寄りの停留所となっている。
交通系ICカード（ICOCA、Kitaca、PASMO、Suica、manaca、TOICA、PiTaPa、はやかけん、nimoca、SUGOCA）による支払いが可能である。
石見銀山号にはトイレがないため、途中経由地の田所（道の駅邑南の里）でトイレ休憩を設定している。道の駅邑南の里は2025年8月4日にオープンした施設で、それ以前は旧施設の道の駅瑞穂が途中経由地となっていた。

## 歴史
- 1975年3月10日に国鉄バス（後に中国JRバス）が同区間に銀山号（広島～大田間）、江の川号（広島～江津間）を運行開始したが、2005年6月30日で廃止された。
- 2005年8月5日 島根県側の3自治体（大田市・川本町・邑南町）の要請により、イワミツアーにより大田～広島帰省バス（多客期のみ貸切運行のツアーバス）として昼行1往復で運行開始。運行経路が中国JRバス時代とは異なる（広島高速4号線経由に変更）。
- 2006年7月15日 多客期のみ昼行2往復に増便。
- 2007年4月16日　石見交通とイワミツアーの共同運行による定期運行となり、愛称は石見銀山号となる（1日2往復の運行）。

## 運行会社
- 石見交通[2]
  - 大田営業所が担当。
- イワミツアー[2]
  - 広島支店が担当。

## 停車停留所
広島駅新幹線口 - 広島バスセンター - 新庄上市 - 鳴滝 - 小河内 - 田所（道の駅邑南の里 トイレ休憩あり） - 馬野原口 - 石見井原 - 皆井田 - 断魚渓 - 道の駅かわもと - 川本中学校前 - 石見川本 - 川本合同庁舎前 - 多田集会所前 - 半部 - 瀬戸口（祖式口） - バイパス福原口 - 世界遺産センター - 大森 - 大森代官所跡 - 大田市立病院入口 - 宮崎橋 - 大田市駅 - 大田バスセンター（2025年8月4日現在）
- 広島駅新幹線口 - 広島バスセンターの相互間では乗降はできない[2]。